# London Records
London Records – wytwórnia muzyczna z siedzibą w Wielkiej Brytanii. W latach 1947–1979 działała w USA, Kanadzie i w Ameryce Południowej, później została niezależną wytwórnią.

## Artyści związani z London Records
- The Bachelors
- Bananarama
- Dannii Minogue
- Teresa Brewer
- Marianne Faithfull
- Holly Valance
- Vera Lynn
- Mantovani
- Marmalade
- The Moody Blues
- Nashville Teens
- Poppy Family
- The Rolling Stones
- Shakespears Sister
- Sugababes
- The Tornados
- Unit 4 + 2
- Wess
- Win
- ZZ Top